# Hieroskopie
Hieroskopie (Opferschau, aus  altgriechisch ἱερός hieros „Heiliges“,  „Opfer“  und altgriechisch σκοπεῖν „betrachten“), auch Hieromantie (Wahrsagen aus Opfermaterial, von altgriechisch ἱερός hieros und altgriechisch μαντεία manteia „Wahrsagen“), bezeichnet eine Reihe divinatorischer Verfahren, welche mittels Opfermaterial die Zukunft vorauszusagen versuchen. Meist wird damit das anscheinend bedeutendste Verfahren dieser Art, die Zeichendeutung aus Opfertieren, besonders aus ihrer Leber (Leberschau), gemeint (siehe auch Haruspex), es konnten jedoch auch andere Materialien, wie etwa Mehl, Wein, Rauch (Kapnomantie), Vogelflüge (Ornithomantie), Blitze (Fulguration),
Feuer (Pyromantie) und Ähnliches zum Einsatz kommen.
Die Grundannahme dieser divinatorischen Technik in der Wahrsagerei bestand darin, dass (bestimmte) Menschen in zufälligen Ereignissen sinnvolle Muster zu erkennen in der Lage waren. Götter und transzendente Wesen (Geistwesen, Supranaturalismus) benutzten sie als Mittel, um jenen die dazu befähigt waren die Zeichen zu verstehen und zu interpretieren, ihre Absichten kundzutun.
Hieroskopie ist für viele antike und einige moderne Kulturen belegt. Das reichhaltigste Quellenmaterial stammt aus dem Alten Orient, wo entsprechende Handbücher, Protokolle und Anfragen in Keilschrift auf Tontafeln geschrieben wurden, die uns erhalten blieben. Für die Völker der klassischen Antike, die Etrusker, Römer und Griechen, ist die Hieroskopie ebenfalls belegt, jedoch sind hier kaum schriftliche Aufzeichnungen vorhanden. Man geht davon aus, dass der Ursprungsort dieser Verfahren im altorientalischen Raum zu suchen ist, wo es auch zur größten Bedeutung gelangte.
Die Bezeichnung für jemanden, der Hieromantie praktiziert, lautet entsprechend Hieromant.

## Bedeutung
Aus dem 2. und 1. Jahrtausend v. Chr. nimmt das divinatorische Schrifttum des Alten Orients einen enormen Umfang an. Omina und Orakel wurden vor allem als Warnungen verstanden. Sie sollten die Möglichkeit bieten, frühzeitig Gegenmaßnahmen zu ergreifen. Im zutiefst religiös verwurzelten Alten Orient wurde zu erwartendes Unheil aber nicht primär als Schuld des Menschen, sondern besonders als göttlicher Wille begriffen, was von den Machthabern dann auch politisch instrumentalisiert wurde. Dieser hohe Stellenwert des Orakelwesens wird auch durch belegte Vereidigungen von Zeichendeutern oder den Befehl zum Raub divinatorischer Fachliteratur bezeugt.
In der klassischen Antike bezeichnete der Begriff Chaldäer, synonym auch für Babylonier verwendet, die in Rom und Griechenland tätigen Astrologen, Zeichendeuter, Beschwörer und Gelehrte. Dies muss als Reflexion einer empfundenen engen Verbindung der Zeichendeutungswissenschaft mit Mesopotamien gewertet werden.

## Verhältnis zu anderen Divinationsverfahren
Neben der Hieroskopie wurden im Altertum auch andere divinatorische Verfahren angewandt, welchen je spezifische Aufgaben zukamen. Gerade im 1. Jahrtausend v. Chr. gewann besonders die Astrologie erheblich an Bedeutung, von der man glaubte, dass sie permanent Auskunft über das Verhältnis der Könige zu den Göttern gebe. Im Gegensatz dazu wurde die Interpretation irdischer Omina vor auf die Menschen bezogen, in deren Lebensbereich sie sich ereignet hatten; eine Ausnahme hiervon bildete das Auftreten von Missgeburten. Diesen Verfahren ist jedoch gemeinsam, dass sie sich auf sich zufällig ereignende „Zeichen“ beziehen und daher keine permanente Auskunftmöglichkeit boten.
Demgegenüber konnte das Orakelverfahren der Hieromantie jederzeit durchgeführt und somit provozierte Zeichen hervorgerufen werden. Diesen Verfahren wurde ein großes Vertrauen entgegengebracht, dennoch zog man bisweilen die Kompetenz des Zeichendeuters in Frage, so dass diese nicht in allen Lebensbereichen wirken konnten.

## Eingeweideschau
Die Eingeweideschau oder Extiszipin (Eingeweideschau, von lateinisch gleichbedeutend extispicium) ist das wichtigste und am besten bezeugte Divinationsverfahren im Altertum, welches deshalb oft pars pro toto als Hieroskopie im engeren Sinne bezeichnet wird. Sie war mit Ausnahme Ägyptens im gesamten antiken Mittelmeerraum sowie im Vorderen Orient verbreitet. Einsichten in Zukünftiges wurden dabei durch die Beobachtung eines Opfertieres, in der Regel eines Lammes, vor und beim Schlachten sowie durch die Inspektion seines Knochengerüstes und seiner Innereien gewonnen. Als letzte Legitimationsinstanz für allerlei politische Entscheidungen kam diesem Verfahren die höchste Bedeutung zu. Es besaß seinen sakramentalen Charakter, sodass es in einem rituellen Rahmen eingebettet von einem professionellen Opferschauer durchgeführt werden musste.
Dabei war die Leberschau (griech Hepatoskopie) eine der zentralen und meistverbreiteten Praktiken der Opferschau im antiken Orakelwesen und der Omenkunde. Auf das Ergebnis einer Wahrsagung hin verstanden, wird sie auch als Hepatomantie, einem Wahrsagen aus der Leber und stellvertretend für die übrigen Eingeweide bezeichnet. Sie spielt auch heute noch gelegentlich in einigen traditionellen asiatischen Kulturen eine Rolle.